# 中国人民解放军军事师范学校
中国人民解放军军事师范学校，简称军事师范学校，是曾经存在的一所中国人民解放军院校。

## 沿革
- 1949年6月，原山东军区军政干校并入华东军政大学后，山东军区在济南重新成立军政干校，称山东军区军政干部学校[1]。
- 1950年2月6日，山东军区军政干部学校改为华东军政大学山东分校[1]。
- 1951年3月5日，更名中国人民解放军华东军区第一步兵学校[1]。
- 1951年4月6日，更名中国人民解放军第十二步兵学校[1]。
- 1952年6月20日，第十二步兵学校机构大部与东北教员训练班合并，在吉林省长春市组成中国人民解放军军事师范学校，并调归军委建制。原第十二步兵学校第四大队拨归军委防化学兵学校[1]。后军事师范学校隶属训练总监部。任务是培养军事教员[2]。
- 1957年，撤销[2]。

## 历任领导
中国人民解放军第十二步兵学校校长
| 校长 - 李东潮（1951年—1952年） | 政治委员 - 谷凤鸣（1951年—1952年，副政治委员主持工作） |

中国人民解放军军事师范学校
| 校长 - 韩伟（1952年—？） - 杨秀山 中将（1955年7月—？） - 赖春风 少将（？—1957年） | 政治委员 |